# کویچیرو ناگاتومو
کویچیرو ناگاتومو (انگلیسی: Koichiro Nagatomo؛ زادهٔ ۷ دسامبر ۱۹۸۲) بازیکن فوتبال اهل ژاپن است.
از باشگاه‌هایی که در آن بازی کرده‌است می‌توان به باشگاه فوتبال آویسپا فوکوئوکا اشاره کرد.